# Megalithone tillyardi
Megalithone tillyardi is een insect uit de familie van de Ithonidae, die tot de orde netvleugeligen (Neuroptera) behoort. 
Megalithone tillyardi is voor het eerst wetenschappelijk beschreven door Riek in 1974.